# Buluán
Buluán (malayo: Buluan; maguindanaense: Bulwan) es un municipio filipino de cuarta categoría, situado al sur de la isla de Mindanao. Forma parte de la provincia de Maguindánao del Sur situada en la Región Autónoma del Mindanao Musulmán también denominada RAMM.
Para las elecciones está encuadrado en el Segundo Distrito Electoral de esta provincia.

## Geografía
Municipio situado en el sur de la provincia,  ribereño del Lago Buluan y fronterizo con la provincia de Sultán Kudarat.

### Barrios
El municipio de Buluán se divide, a los efectos administrativos, en 7 barangayes o barrios, conforme a la siguiente relación:
| - Digal - Siling Bajo | - Maslabeng - Población | - Popol - Talitay | - Siling Alto |

## Historia

### Influencia española
Este territorio fue parte de la Capitanía General de Filipinas (1520-1898). Hacia 1696 el capitán Rodríguez de Figueroa obtiene del gobierno español el derecho exclusivo de colonizar Mindanao. El 1 de febrero de este año parte de Iloilo alcanzando la desembocadura del Río Grande de Mindanao, en lo que hoy se conoce como la ciudad de Cotabato.

### Ocupación estadounidense
En 1903, al comienzo de la ocupación estadounidense de Filipinas Cotabato forma parte de la nueva provincia del Moro. En septiembre de 1914 se crea el Departamento de Mindanao y Joló, una de sus provincias es Provincia de Cotabato y Buldun es uno de sus distritos municipales.
El 9 de abril de 1936 el distrito municipal de  Buluán, pasa a convertirse en municipio.

### Independencia
De su término fueron segregándose los siguientes municipios, a saber:
El 3 de agosto de 1951 Tacurong, hoy en la provincia de Sultan Kudarat.
El 6 de agosto de 1961 Columbio, hoy en la provincia de Sultan Kudarat.
El 8 de mayo de 1967 Lutayán, hoy en la provincia de Sultan Kudarat: Los barrios de  Lutayán, Bayasong, Tamnag, Antong, Blingkong, Bulok, Talik, Kolondapok y Mamali, hasta entonces pertenecientes al municipio de Buluán, en la provincia de Cotabato, quedan segregados para formar un nuevo municipio cuyo ayuntamiento se sitúa en el barrio de Tamnag.
El 22 de noviembre de 1972 Bagumbayan, Bannawag, Bayawa, Estrella, Kalanawe I, Kalanawe II, Katiko, Malingon, Mangelen, Mangilala, Pidtubo, Sambolawan, Sinaculay, Suben, Tinangan, Tual y Towato, hasta entonces pertenecientes al municipio de Buluan, en la provincia de Maguindánao, quedan segregados para formar un nuevo municipio denominado  Presidente Quirino, que pasa a formar parte de la  provincia de Sultán Kudarat. Como sede del ayuntamiento se señala el barrio de Sambulaguán.
El 7 de abril de 1991 el General S. K. Pendatun.

### Autonomía
El 3 de enero de 2004 se crea el nuevo municipio de Mangudadatu.
El 30 de diciembre de 2006 se crea el nuevo municipio de Pandag.